# Resident Evil 7: Biohazard
Resident Evil 7: Biohazard (estilizado como RESIDENT EVII.: biohazard), conocido originalmente en Japón como Biohazard 7: Resident Evil (estilizado como BIOHAZARD: resident evil) es un videojuego de terror y supervivencia de disparos en primera persona desarrollado y publicado por Capcom. El jugador controla a Ethan Winters mientras busca a su esposa desaparecida hace mucho tiempo en una plantación abandonada ocupada por una familia infectada, resolviendo rompecabezas y luchando contra enemigos. Resident Evil 7 diverge de los más orientados a la acción Resident Evil 5 y Resident Evil 6, volviendo a las raíces de survival horror de la franquicia, haciendo hincapié en la exploración. Es el segundo juego de Resident Evil que utiliza una vista en primera persona, después de Resident Evil: Survivor.
A diferencia de los juegos previos, Resident Evil 5 y Resident Evil 6, que fueron mucho más orientados a la acción, Resident Evil 7 regresó al género de horror de supervivencia que tanto caracterizaba a la franquicia, enfatizando la exploración. El jugador controla a Ethan Winters mientras busca a su pareja Mia en una plantación abandonada ocupada por una familia controlada por una chica llamada Eveline, que a través de un hongo o un virus respiratorio, infecta el cuerpo y la mente. También este hongo (Virus) tiene fuertes propiedades curativa y a su vez mucha resistencia física, y Ethan Winters planea sacar de su maldición a la familia, luchando contra monstruos y resolviendo acertijos creados por Lucas el hijo que guarda relación con alguna compañía aún no conocida oficialmente.
Resident Evil 7: Biohazard fue dirigido por Koshi Nakanishi, director también de Resident Evil: Revelations, y es el primer juego completo en utilizar RE Engine, el nuevo motor gráfico interno de Capcom. Un año antes de su anuncio en el E3 2016, se presentó como una demostración de realidad virtual llamada Kitchen. Al principio, Resident Evil 7 recibió comparaciones con la demo P.T. de Silent Hills, el videojuego de terror cancelado de Konami, pero Capcom señaló que había comenzado su desarrollo mucho antes de que se mostrara siquiera dicha demo.
El juego fue muy bien recibido por la crítica especializada, se consideró debido a sus ventas, un exitoso regreso a la fórmula clásica de la serie; los críticos elogiaron la jugabilidad, los gráficos y el diseño, pero hubo un par de críticas negativas hacia las batallas contra jefes y al capítulo final. La versión de PlayStation VR recibió buenas reseñas también.
Se lanzaron además dos capítulos extras en forma de DLC que expandieron la historia del juego, uno totalmente gratuito: «Not a Hero» y otro de pago: «End of Zoe». A noviembre de 2020, el juego ha vendido más de 8,30 millones de copias en todo el mundo, convirtiéndose en el juego más vendido de toda la franquicia.

## Modo de juego
Resident Evil 7 es el primer título de la saga principal que emplea una perspectiva en primera persona. A diferencia de otros videojuegos más cercanos al género del horror puro, como Amnesia: The Dark Descent y Outlast, el jugador controla a Ethan Winters, quien a diferencia de los protagonistas de los otros Resident Evil, es solo un civil con pocas habilidades especiales de lucha, y sin ningún entrenamiento de combate policial o militar, aun así es capaz de usar un considerable repertorio de armas (tanto armas de tipo cuerpo a cuerpo como de disparos), y tiene la opción de oponerse, y luchar contra los distintos enemigos, este repertorio de armas tiene en el inicio del juego, unas opciones de armamento bastante limitadas, ampliándose estas tanto en la cantidad como en su potencia, conforme el jugador progresa en la historia y desbloquea nuevos elementos de lucha. Además, el jugador al igual que en las últimas entregas, puede girar rápidamente 180 grados para localizar y evitar a los enemigos, así como por primera vez en la saga principal se tiene la posibilidad de bloquear los ataques de los enemigos para reducir el daño. Varios tramos del juego consisten en ser acechados por los miembros de la familia Baker, quienes no pueden ser aniquilados en los primeros combates, solo pueden ser temporalmente incapacitados. Sin embargo, estos encuentros son evitables mediante el sigilo o huyendo.
Otros elementos populares de la serie Resident Evil como los rompecabezas, la gestión de recursos en los baúles de almacenamiento, la mezcla y combinación de distintos recursos, las pólvoras, y las hierbas curativas también están disponibles en este título. En Resident evil 7 No existen los Quick Time Event, vistos desde el Resident Evil 3. Además, la versión de PlayStation 4 incluye un modo para PlayStation VR, haciendo que el videojuego sea completamente jugable con el accesorio de realidad virtual, aun así la jugabilidad sigue siendo la misma entre los dos modos de PS4.
A diferencia de Resident Evil 5 y Resident Evil 6, el modo de juego enfatiza más el horror y la exploración sobre la acción. El inventario usa un sistema basado en espacios con una capacidad inicial de 12 ranuras, pero pueden expandirse varias veces durante el transcurso del juego. Un objeto puede ocupar hasta dos espacios, y cuatro objetos pueden ser asignados a los botones de Cruceta (D-pad). Los baúles de objetos que se encuentran en las salas de guardado también se pueden usar para administrar y almacenar elementos pero a una escala infinita, y se pueden recuperar los objetos a través de los diferentes baúles de objetos que puedan aparecer, para su uso posterior. Los elementos del inventario se pueden usar, examinar o combinar con otros elementos para aumentar su utilidad. Muchos de los rompecabezas del juego requieren que los elementos sean examinados bajo ciertas condiciones para revelar secretos. Las grabadoras se pueden usar para guardar manualmente el progreso del juego, lo que, dependiendo del nivel de dificultad, puede requerir el uso de una pequeña cinta de casete. Existen otras cintas, las de vídeo VHS que se encuentran dispersas para que Ethan las encuentre, estas cintas sirven para activar misiones o historias de Analepsis (Flashback), que colocan al jugador en la perspectiva de un personaje diferente, a menudo revelando información de la trama, o pistas necesarias para resolver un rompecabezas.

## Argumento
Cronológicamente, el título se ubica más de cuatro años después de los acontecimientos de Resident Evil 6, en julio del año 2017. Ethan Winters es atraído a una plantación abandonada, en los alrededores de la ciudad de Dulvey en Luisiana, por un extraño mensaje de su esposa Mia, a la que creía muerta, dado que había estado desaparecida durante tres años. Explorando una casa aparentemente abandonada, Ethan encuentra a Mia encarcelada en el sótano y desorientada. Mientras ambos intentan escapar, Mia se mostraba muy preocupada por algún ser que los vigilaba. Y con razón, ya que poco después Mia es poseída por una fuerza desconocida y ataca a Ethan, quien se ve forzado a matarla en defensa propia. Después de recibir una llamada de una mujer desconocida llamada Zoe ofreciéndole ayuda, Ethan es sorprendido por Mia, que lo ataca de nuevo con una motosierra con la que le corta una mano. Tras luchar, él logra vencerla, pero queda inconsciente luego de ser golpeado por un hombre, que más tarde se da a conocer como Jack Baker, el padre de la familia Baker.
Arrastrándolo, Jack lleva a Ethan a la mansión Baker. Tras volver en sí, Ethan se da cuenta de que su mano fue injertada, de que está atado y de que forma parte de una macabra cena familiar. Allí están la esposa de Jack, Marguerite, su hijo Lucas y una anciana en silla de ruedas. 
Ethan se las ingenia para escapar y se reúne en el garaje de la mansión con un policía de Luisiana, quien es decapitado por Jack. Ambos inician una lucha que finaliza cuando Jack se dispara a sí mismo en la boca. Ethan es contactado de nuevo por Zoe, que le revela que es la hija de los Baker. En ese momento, Ethan debe luchar otra vez con Jack, que aún sigue con vida pese a haber recibido daños mortales. Ethan logra derrotar a Jack, tras lo cual logra escapar de la mansión.
En el patio de la casa, por teléfono, Zoe le dice a Ethan que ella está infectada al igual que su familia, pero su mente está libre y desea escapar. También le dice que ella y Mia se pueden curar con un suero especial, pero para hacerlo necesita un componente que está en alguna parte de una vieja casa cerca de allí, sobre un pantano. Zoe le pide que lo encuentre y se lo lleve. Ethan accede. Ya en la casa, y tal como Zoe le advirtió, se encuentra con Marguerite Baker, la madre de la familia, que es capaz de controlar a los insectos. Tras algunos enfrentamientos, Ethan derrota a Marguerite, que había mutado en una forma humano-insectoide, similar a una araña. Finalmente, Ethan logra hacerse con el componente necesario para sintetizar el suero, pero en su camino se topa con una niña de traje oscuro que lo acecha y le provoca alucinaciones.
Cuando Ethan se pone en contacto con Zoe por teléfono para decirle que le llevaría el componente del suero, Lucas interrumpe la comunicación, y da a entender que ha capturado a Zoe y a Mia. Lucas entonces obliga a Ethan a atravesar un granero repleto de monstruos y trampas mortales, pese a lo cual Ethan logra sobrevivir. Lucas huye, dejándole el paso libre para que pueda liberar a Zoe y a Mia. Zoe entonces desarrolla dos dosis del suero, pero Jack, ahora mutado en un monstruo de gran tamaño, ataca al grupo. Siguiendo el consejo de Zoe, Ethan usa una de las dosis para matarlo definitivamente. Ethan debe entonces elegir curar a Mia o Zoe: si elige a Zoe dejara a Mia con el corazón destrozado, a pesar de la promesa de Ethan de enviar ayuda. Cuando Zoe y él se escapan en un bote, Zoe le revelara que los Baker fueron infectados después de que Mia llegó con una joven, llamada Eveline, cuando el naufragio de un buque tanque cayó a tierra. Para evitar su escape, Eveline mata psíquicamente a Zoe convirtiéndola en cenizas, y Ethan es golpeado fuera del bote por una criatura. Si Ethan elige a Mia, Zoe le dará una amarga despedida a Ethan y a Mia. Mientras él y Mia se escapan en un bote, se cruzan con el petrolero estrellado donde son atacados por la misma criatura y golpeados fuera del bote.
Independientemente de la decisión que se haya tomado, Mia termina en el buque naufragado, y debe buscar a Ethan mientras experimenta visiones del día de la tormenta y de Eveline, que se refiere a ella como "madre". Con el tiempo, Eveline hace que Mia vea una cinta de vídeo para restaurar completamente su memoria, en la que se revela que Mia era una agente en un operativo secreto, al servicio de una misteriosa corporación (TENTSU), responsable de la creación y desarrollo de Eveline, la cual idearon como una nueva arma biológica. Mia estaba escoltando a Eveline cuando estaba siendo transportada a bordo del petrolero de los Estados Unidos a unas instalaciones en América Central, pero gracias a una fuerte tormenta Eveline logró escapar de la contención y hundió el barco. Luego infectó a Mia en un esfuerzo por obligarla a ser su madre. Después de encontrar a Ethan, Mia le da un vial del material genético de Eveline. En este punto de la historia, si Ethan curó a Zoe, Mia sucumbe al control de Eveline y ataca a Ethan, forzándolo a matarla; si Ethan curó a Mia, ella se resistirá a su control, lo suficiente para encerrar a Ethan fuera de la nave para salvarlo, mientras ella se queda atrás acechada nuevamente por el virus y el control de Eveline.
Después de dejar el naufragio, Ethan descubre un laboratorio oculto dentro de una mina de sal abandonada. Allí, aprende que Eveline es una nueva arma bio-orgánica (A.B.O), la cual es capaz de infectar a las personas con un moho psicotrópico, que le da control sobre las mentes de sus víctimas, resultando en su locura, pero dándoles al mismo tiempo habilidades regenerativas sobrehumanas, en conjunto con varias mutaciones adicionales. Eveline creció obsesionada con tener una familia, influenciándola esto para infectar a Mia y a los Baker. También se revela que Lucas ha sido inmunizado contra el control de Eveline, ya que nunca tuvo control total de él, y después fue totalmente liberado, por la organización que la creó, a cambio de proporcionarles datos y observaciones sobre ella.

Logo de la Corporación Umbrella, visto cerca del final del juego y en Beginning Hour.

Utilizando el equipo del laboratorio y el material genético de Eveline, Ethan sintetiza una potente toxina para matar a la niña inyectandosela, luego procede a través de una serie de túneles que terminan conduciéndolo a la casa de los Baker, visitada justo en el inicio del juego. Eveline provoca en Ethan muchas alucinaciones de ataques, además de choques psíquicos, pero Ethan los supera e inyecta a Eveline con la toxina, terminando sus alucinaciones, y revelando que Eveline siempre fue la anciana en una silla de ruedas, que ha estado envejeciendo rápidamente desde su fuga. La toxina retrocede, convirtiendo a Eveline en un monstruo grande. Ayudado por la llegada de un escuadrón militar, Ethan es capaz de derrotar a Eveline. Con la amenaza eliminada, el pelotón y su líder, que se identifica como "Redfield", extraen a Ethan en un helicóptero. En este punto del final si Ethan no cura a Mia, este lanza su teléfono, el cual contiene su último mensaje, desde el helicóptero, diciendo "adiós". Si Mia fue curada, se le encuentra viva recibiendo asistencia médica a bordo del helicóptero de Redfield. Como el helicóptero vuela lejos, se demuestra que lleva la marca de fábrica de la Corporación Umbrella, pero con un color azul.

## Desarrollo
Después del lanzamiento de Resident Evil 6, el productor en jefe del videojuego Masachika Kawata señaló que en Capcom, había discusiones internas sobre la dirección que tomaría el siguiente capítulo de la saga principal. Los directivos reconocieron que en la última entrega del juego, cuya historia tenía ataques de bioterrorismo sucediendo en todo el mundo, se había vuelto demasiado ambiciosa y como resultado se había perdido algo especial de la serie. Para recuperarlo, el jefe de Kawata, Jun Takeuchi, solicitó que la serie fuera "devuelta a su núcleo"; el horror de supervivencia.
Una versión preliminar del juego, desarrollada en 2013, presentó un juego más orientado a la acción, similar a la de Resident Evil 5. Tomando gran parte de su inspiración de la película de 1981 The Evil Dead, los desarrolladores acordaron reducir la trama del juego a un solo lugar, y usar una perspectiva en primera persona para sumergir a los jugadores en el ambiente de miedo y supervivencia deseado, la cual sería la mejor forma posible, de devolver la serie a sus raíces del género de horror de supervivencia.
El desarrollo del juego final comenzó en febrero del año 2014. El juego utilizaría un nuevo motor, denominado motor RE (RE Engine) que incluiría herramientas de desarrollo para la realidad virtual. Capcom ya había probado esta función en la Electronic Entertainment Expo 2015 permitiendo a los jugadores jugar una demo no oficial del videojuego llamada KITCHEN, la cual fue muy bien recibida por el público. En Resident Evil 7, que estaba en desarrollo mucho antes de la liberación de la demo KITCHEN, los jugadores pudieron evaluar cómo sería el motor RE, y sus capacidades de realidad virtual para el público. Como una pista dentro de la demostración, en relación con Resident Evil 7, el logotipo KITCHEN tenía la letra "T" diseñada con una ligera diferencia por lo que se veía como un número "7", pero Kawata dijo que este detalle pasó completamente desapercibido para el público. Cuatro meses más tarde, la empresa entregó su informe anual, donde la primera división de desarrollo, apostaba por la creación de experiencias en realidad virtual para todo el mercado. Esto incluía un nuevo motor gráfico, así como el desarrollo de nuevos videojuegos para las Videoconsolas de octava generación.
Después del anuncio del videojuego durante la convención de la Convención de la E3, se confirmó que Koshi Nakanishi (quien dirigió Resident Evil: Revelations) sería el director de Resident Evil 7. El equipo de desarrollo sería especialmente asignado a las oficinas de Capcom en Japón y contaría con un total de 120 integrantes. Sin embargo, por primera vez en la serie, sería el escritor estadounidense Richard Pearsey quien encargaría de escribir la historia. Pearsey redactó previamente había elaborado el guion de otros videojuegos conocidos como lo son: las dos expansiones del juego F.E.A.R., y adaptó junto con Walt Williams, la historia de Spec Ops: The Line, basada en el libro de Joseph Conrad El corazón de las tinieblas. Nakanishi dijo que jugó "todos los juegos de horror en primera persona, tales como Outlast", y decidió en contraste con ellos, que el jugador tuviera armas que pueda utilizar para luchar contra los enemigos. Cuando Resident Evil 7 fue revelado, el desarrollo ya estaba completado en un 65% del producto final.

## Requisitos
El 13 de junio del 2022, Capcom actualizó los requisitos mínimos, y los recomendados para la versión original en Computadoras de Resident Evil 7: Biohazard.
Requisitos mínimos
- Sistema operativo: Windows 10.
- Procesador: Intel Core i5-4460 2.70GHz/AMD FX-6300 o superior.
- RAM: 8 GB.
- Tarjeta de vídeo: NVIDIA GeForce GTX 960/AMD Radeon RX 460 o superior.
- DirectX 12.
- 30 GB de espacio libre en disco duro.

Requisitos recomendados
- Sistema operativo: Windows 10.
- Procesador: Intel Core i7 3770 3.4GHz/AMD o equivalente.
- RAM: 8 GB.
- Tarjeta Gráfica: NVIDIA GeForce GTX 1060 con 3GB VRAM.
- DirectX 12.
- 40 GB de espacio libre en disco duro.

## Lanzamiento

### Beginning Hour
El 14 de junio de 2016, poco después de que el juego fuese anunciado, se reveló una demo jugable llamada Resident Evil 7 Teaser: Beginning Hour que fue lanzada en la PlayStation Store, exclusivamente para los suscriptores de la membresía PlayStation Plus.
El juego comienza en una casa abandonada y en ruinas, el jugador usa a un personaje desconocido, con el único objetivo de escapar del lugar. Durante la exploración de la casa, el jugador encuentra una cinta de vídeo VHS, que contiene una grabación con fecha del 1 de junio de 2017. La grabación fue hecha por un camarógrafo llamado Clancy Javis, que junto con el productor, Andre, y el presentador Pete, filman un programa de televisión sobre lo paranormal. Los hombres entran en la misma casa abandonada para hacer tomas de su programa. Durante el trayecto, Andre explica a sus televidentes que la casa pertenecía a Jack y Marguerite Baker, que desaparecieron hace tres años. También dice que hubo malos rumores sobre su hijo, Lucas, que lo describen como la oveja negra de la familia. Cuando Andre desaparece, Clancy y Pete empiezan a buscarlo. Cuando lo encuentran, ya ha sido asesinado de forma brutal, ambos son atacados por un desconocido y es ahí cuando termina la grabación. La demostración vuelve al presente, donde el personaje principal continúa buscando la manera de salir de la casa, hasta que es atacado por una persona que le dice "Bienvenido a la familia, hijo!" y lo golpea dejándolo inconsciente. Los detalles del final varían ligeramente en función del orden en el que el jugador explora la casa, e interactúa con los objetos. La parte jugable de la demo comienza y termina con escenas en la cocina, en la que Pete intenta liberar a Clancy pero son brutalmente atacados por una mujer de apariencia monstruosa. En la demo se hace referencia a la Corporación Umbrella. En una habitación secreta de la casa se puede apreciar una fotografía de un helicóptero con el logo de la compañía.
Capcom reveló más tarde que la demo era una experiencia independiente, y que no era un segmento verdadero de la versión final del videojuego, el cual tendría a un protagonista diferente, más variedad en sus entornos y varias mecánicas adicionales, tales como el combate. También que sucede después de KITCHEN.
En cuestión de días, la demo de Resident Evil 7 se convirtió en todo un éxito, siendo la primera demo en la historia, con más de 2 millones de descargas de la PlayStation Store.
Sin embargo, en septiembre de 2016 se estrenó una actualización de la demo llamada Versión Crepúsculo, donde se da acceso a ciertas áreas de la casa así como la capacidad de interactuar con nuevos objetos, usar los algunos viejos objetos de distinta forma, y descubrir nuevos secretos.

### Demo Linterna
Una versión demo jugable llamada Linterna (Lantern) fue puesta a disposición de los asistentes, en la Gamescom 2016, como una forma de revelar el primer tráiler, con historia canónica de Resident Evil 7. En esta se hace uso de la técnica de Metraje encontrado y de una narración en primera persona
En esta demo se cuenta la historia de una mujer joven, supuestamente llamada Mia, que está escondiéndose de una malvada anciana que siempre lleva una linterna. La anciana es Marguerite Baker, la cual fue mencionada por primera vez en Beginning Hour, la historia en si es la misma de la segunda grabación, encontrada en el juego regular de Resident Evil 7, en la que Mia tiene como único objetivo escapar de Marguerite, siendo imposible cualquier tipo de pelea o confrontación, y en la que si el jugador es descubierto, inmediatamente pierde, la acción ocurre en la casa del pantano en la que Mia evade por distintas zonas a la Anciana con una linterna, tras evadir por algún rato a Marguerite y resolver un par de rompecabezas. Mia es finalmente descubierta por Marguerite ocultándose debajo de la casa, siendo atrapada por la anciana.

## Expansiones y contenidos descargables

### Grabaciones inéditas Vol. 1 (Banned Footage Vol. 1)

#### Pesadilla (Nightmare)
No representa una parte canónica de la historia, En este modo El jugador toma el control de Clancy Javis y debe enfrentarse a incontables hordas de enemigos hasta el amanecer. Para lograr el objetivo deberá crear armas y conseguir munición suficiente, Sólo así podrá sobrevivir.
El objetivo del minijuego es eliminar a todos los enemigos en 5 rondas, para ello el jugador dispone de lugares de compra en los cuales podrá comprar armas, municiones, curaciones y otros recursos, para hacer frente a los enemigos, todos estos elementos se compran con chatarra que es producida por distintas máquinas dispersas por el mapa, y las cuales son accionadas por el jugador para funcionar por el resto de la partida, aun así la compra de recursos se hace progresivamente difícil, ya que todo elemento que no sean armas va aumentando su precio permanentemente conforme el jugador lo compra.
Cada Ronda de enemigos es más larga que la anterior, existiendo mini-jefes al final de cada horda de monstruos, y un solo jefe final que es Jack Baker en su segunda forma.
El minijuego Pesadilla, posee un nivel de dificultas superior llamado Terror nocturno (Night Terror) que es esencialmente un modo de juego con una cantidad de enemigos relativamente superior, y con un nivel de resistencia un poco más alto, además de un leve aumento en el daño que estos son capaces de causarle al jugador, aparte de esto el modo Terror Nocturno posee la misma mecánica y mapa del modo de Pesadilla regular con una duración de 5 hordas, el único cambio final es la cantidad de recompensas obtenidas por jugar en este modo.

#### Dormitorio (Bedroom)
Se ubica en una parte de la historia previa al juego principal y posterior a la primera grabación. En este contenido, el jugador controla nuevamente a Clancy Javis, quien se encuentra prisionero de Marguerite Baker y debe escapar de una habitación usando su ingenio.
La historia comienza con Clancy encadenado en una cama dentro de la mansión Baker, teniendo en primer lugar que liberarse de esto, él debe encontrar la forma de escapar de la habitación, ya que no es posible salir por la puerta. Teniendo en cuenta que todo tipo de enfrentamiento contra Marguerite provoca la muerte del jugador, Clancy deberá realizar una minuciosa inspección de todos los elementos disponibles en la habitación con el objetivo de salir de allí.
El jugador está obligado a resolver una serie de rompecabezas de distintas dificultades para lograr escapar, pero siempre corriendo el riesgo de ser descubierto, ya que cada cierto tiempo Marguerite ingresa a la habitación para revisar a Clancy y alimentarlo con el virus de Eveline. Si ella nota que él no está encadenado o algo en la habitación fue cambiado de lugar, procederá a castigarlo hiriéndolo gravemente. Una vez desarrollados todos los rompecabezas de la habitación, Clancy debe finalmente confrontar a Marguerite para conseguir escapar de su encierro.

#### Ethan debe morir (Ethan Must Die)
Ethan debe morir es un minijuego que no representa una parte de la historia canónica del juego, siendo este el único contenido en el que es posible usar a Ethan Winters. El objetivo en este minijuego es salir vivo de un recorrido a través de varias zonas de la Mansión de los Baker, la cual está infestada de enemigos e incontables trampas.
En este juego a pesar de contar con potencialmente numerosas armas y recursos, la dificultad es notablemente superior a la de los otros contenidos, por el hecho de que la resistencia del jugador es muy baja, siendo asesinado fácilmente por los monstruos enemigos, o las numerosas trampas que cambian de ubicación, pudiendo estos peligros a veces incluso acabar de un solo golpe directo con el jugador.

### Grabaciones inéditas Vol. 2 (Banned Footage Vol. 2)

#### 21
Se ubica en una parte de la historia previa al juego principal, y poco antes de la tercera grabación, en este contenido Lucas Baker obligara al jugador a participar en un sádico juego de cartas en el que la apuesta será su vida.
El jugador usa al personaje de Clancy Javis, el cual está atrapado en instrumentos de tortura y ve a Lucas Baker a través de una pantalla de vídeo (Homenajeando a El juego del miedo), frente al jugador hay otra persona atrapada, llamado Hoffman, y entre los dos deben jugar una partida de 21 (Blackjack), con distintos comodines para salvarse de la tortura y la muerte.
Inicialmente en la partida de 21 los jugadores apuestan sus dedos y si pierden, progresivamente se les irán amputando los dedos, al perder el jugador 5 dedos perderá el primer nivel de la partida, en el segundo nivel la apuesta son choques eléctricos al corazón, siendo 10 la cantidad máxima que causara la muerte. El tercer y último nivel consiste en apostar por alejar un gran sierra en el medio de la mesa que si se acerca lo suficiente dependiendo de la apuesta, decapitara terriblemente a los jugadores. Al final Clancy gana pero es llevado a una nueva trampa.
Este contenido incluye un par de modos de supervivencia (que no son parte de la historia) en los que el jugador debe sobrevivir a varias rondas de 21 contra una gran cantidad de oponentes, usando la modalidad de los choques eléctricos al corazón para acabar con los distintos oponentes.

#### Hijas (Daughters)
Este contenido toma lugar en el año 2014, solo un día después de la liberación accidental de Eveline. Por tal motivo se lo puede considerar como el "prólogo" del juego, ya que permite vivir la historia previa al inicio de Resident Evil 7 (cronológicamente solo la cuarta cinta se ubica antes). Aquí la familia Baker aparece en su forma humana normal, como era antes de su transformación, siendo una típica familia sureña estadounidense.
El Jugador toma el control de Zoe Baker. Inicialmente se está presenciando la tormenta que destruyó la embarcación de Mia (la familia encontró a Mia el día anterior y le dio refugio en la casa rodante), Jack Baker llega a la casa con la pequeña Eveline desmayada y mojada en sus brazos, La familia intenta ayudar a Eveline llevándola a descansar, al llegar Zoe con ella ocurre un apagón y Eveline despierta, escapa de la habitación, Zoe intenta encontrar a alguien pero se da cuenta de que todos han desaparecido, Lucas esta desmayado en la cocina, al explorar Zoe descubre que su madre fue la primera en ser infectada, esta ataca a Zoe pero Jack interviene y ayuda Zoe, después Jack también es infectado y juntos persiguen a Zoe, Jack atrapa a Lucas y lo lleva para ser infectado, a partir de aquí hay más de un final posible.
Zoe debe buscar la manera de escapar de la casa antes de terminar como su familia. Además de no tener combate estándar, este contenido es el único con varios finales posibles.

#### Cumpleaños 55 de Jack (Jack's 55 Birthday)
Este es el único contenido del segundo volumen que no representa parte de la historia Canónica. Se ubica en el cumpleaños número 55 de Jack Baker, este no quiere regalos, solo comida, o cosas que sirvan como comida. 
Tomando el control de Mia Winters, el jugador ayudará a Jack a satisfacer su colosal hambre a través de la búsqueda por la casa Baker de distintos platillos, bebidas, postres y otros manjares, pero también porquerías y basura que pueda comer Jack. Es posible combinar distintos alimentos para aumentar la puntuación de alimentos.
En este contenido existen muchos niveles y mapas rehechos que el jugador puede escoger e ir desbloqueando con puntuaciones altas, en los niveles muchos monstruos acechan y el jugador dispone de un amplio repertorio de armas y municiones, pero solo cuenta con un tiempo limitado para buscar suficiente alimentos a través del nivel.

### No soy un Héroe (Not a Hero)
Esta expansión toma después de los hechos del juego principal, En este nuevo capítulo de la historia, el jugador toma el control de Chris Redfield, quien debe adentrarse en una mina con el objetivo de capturar al fugitivo Lucas Baker.

### El fin de Zoe (End of Zoe)
Esta expansión toma lugar paralelamente y después de los hechos del juego principal. En esta expansión, el jugador toma el control de Joe Baker, el hermano mayor de Jack Baker, un superviviente y cazador del pantano de Luisiana, que encuentra a Zoe Baker inconsciente y enferma, por lo que deberá explorar un bosque plagado de holomorfos en busca de una cura.

## Recepción

### Prelanzamiento
Previo a su lanzamiento en 2017, y debido a su presentación en primera persona, al juego fue duramente comparado con el título cancelado de Silent Hills de Konami, específicamente su demo PT. Capcom respondió a esto señalando que Resident Evil 7 estaba en desarrollo, ya mucho antes de la revelación de PT, y disipó cualquier rumor sobre que el personal de PT, había sido contratado para trabajar en el juego. Shacknews notó que la demo Beginning Hour tenía varias similitudes con el videojuego Sweet Home (1989), el juego de terror de Capcom, que sirvió de inspiración para el Resident Evil original (1996). Estas similitudes con Sweet Home incluyen la trama de un equipo de filmación que va a una casa abandonada, una presencia femenina paranormal en la casa y un cuento trágico que involucra a una familia que una vez vivió allí. Eurogamer encontró el elemento de Horror de supervivencia de Resident evil 7, como una reminiscencia de Alien: Isolation. Resident Evil 7 fue bien recibido, con una gran diferencia en comparación a su polarizado predecesor Resident Evil 6, en particular el cambio del combate y los efectos orientados a la acción, a un enfoque más basado en el terror y la supervivencia.

### Crítica
Resident Evil 7: Biohazard ha recibido críticas excelentes y positivas desde su lanzamiento. Muchos críticos consideran que el juego ha regresado a sus raíces, con algunas innovaciones e incorporaciones clásicas de la serie. Además, muchos de los críticos y medios internacionales destacaron aspectos positivos, en cuanto a los gráficos, la historia, la jugabilidad, la ambientación y los personajes. Resident Evil 7 obtiene actualmente en Metacritic una puntuación de 88/100 para PC, 85/100 para PlayStation 4 y 86/100 Xbox One.
Meristation le dio una calificación de 9/10. En su análisis destacó aspectos positivos en cuanto a su ambientación, los personajes (en especial la familia Baker), el completo retorno al género del Horror de supervivencia, y los gráficos. "La saga de terror de Capcom vuelve a los orígenes con una evolución del Horror de supervivencia que marca un nuevo comienzo. El miedo, la tensión y los rompecabezas imposibles están de vuelta por todo lo alto."
Gamereactor España le dio una calificación de 9/10. El sitio web resalto aspectos positivos en cuanto a su jugabilidad, gráficos y ambientación. "Resident Evil 7: Biohazard es lo que esta franquicia necesitaba para recuperar la confianza de los jugadores y ganar credibilidad, aunque muy probablemente no venda tanto como las dos últimas entregas numéricas. Pero es una demostración de que la evolución era posible a partir de los clásicos, de su propia esencia, y con la mejora añadida que le da la potencia narrativa del presente, y la capacidad de impresión del estilo realista."
IGN España le otorgó una puntuación de 7.7/10, mencionando que Resident Evil 7 es "un retorno a los orígenes, y a la vez un paso adelante para la serie, ya decana en esto de los Horror de supervivencia. Además, es una de las experiencias más terroríficas e intensas vistas desde hace mucho tiempo."
3D Juegos le dio una puntuación de 8.5/10 mencionando que "Resident Evil 7 es muchas cosas pero, ante todo es una extraordinaria noticia para la saga. Tras pasar por la acción pura y dura en esta ocasión tenemos un videojuego que, por fin asume completamente el género Horror de supervivencia, con conocimiento y grandes resultados."
Resident Evil 7 se incluyó en varias listas numeradas de los mejores videojuegos del año 2017 Como lo son: el 5° lugar en GamesRadar, y el 5° lugar en Business Insider, Vulture.com también enumeró el juego entre los mejores videojuegos del año. La Revista oficial de PlayStation en el Reino Unido lo clasificó como el cuarto mejor juego de PlayStation VR. Entertainment Weekly clasificó el juego en tercer lugar en su lista de los "Mejores juegos de 2017", y en EGMNow ocupó el séptimo lugar en su lista de los 25 Mejores Juegos del año 2017, mientras que Eurogamer lo ubicó en el puesto 14 en su lista de los "Mejores 50 Juegos del 2017". Ben "Yahtzee" Croshaw de la editorial The Escapist lo clasificó como su juego favorito de 2017. En Game Informer, fue condecorado con el premio de lo mejor de 2017, el juego llegó al primer lugar en la categoría de 'Mejor juego de realidad virtual' (Best VR). El sitio web también le otorgó el premio a la "Mejor acción de realidad virtual" (Best VR Action) en sus Premios al Juego de Acción del año 2017.
En Destructoid Zack Furniss declaró que sintió que el logro principal de Resident Evil 7, estaba en su ritmo, el cual fue elogiado como "magistral". Las aprensivas expectativas de Furniss de cómo se desarrollaría la historia fueron subvertidas a su gusto, considerando el resultado como una mezcla similar al horror, y la comedia, que se encuentran en las películas de The Evil Dead. Encontró un sentido de finalidad en el combate, y lo elogió por haber producido una tensión duradera durante toda la trama. Sin embargo, lo que tenía más influencia era la prioridad del Horror de supervivencia, con una gestión de recursos limitados, a la que respondía muy positivamente. Furniss consideró que las peleas de jefes eran "desgarradoras" y acogió la constante surrealidad del juego. Su apuesta por la PlayStation VR inspiró la inquietud impredecible, los altos sustos, y finalmente una experiencia "intuitiva". Ray Carsillo de EGMNow favoreció el estado de ánimo constante de la atmósfera de ansiedad, que fue parcialmente afectado por los interiores del escenario principal. El diseño de sonido También se pensó que complementaba esta sensación de terror, aumentando el nivel de participación de los jugadores. Señaló la lenta construcción narrativa como el logro más sustancial del juego, y comparó su eficacia con la de los juegos anteriores de la serie. Al igual que Furniss, Carsillo expresó su aprecio por el ritmo, y opinó que trajo una intriga considerable, acomodada en largas sesiones de juego. Jugar con los auriculares de realidad virtual fue "aún más aterrador que hacerlo normalmente", según Carsillo, haciéndose eco de la opinión de Furniss. de que esto hizo que el juego fuese aún más inmersivo. Escribiendo para Game Informer, Andrew Reiner elogió la atmósfera "tensa, inquietante, y excesivamente sangrienta" por proporcionar una introducción competente a Resident Evil 7. La casa Baker y la naturaleza de explorarla le representaron un gran interés, ya que juntos presentarían nuevos aspectos con respecto a los ocupantes, y se verían realzados por la perspectiva en primera persona. Scott Butterworth en GameSpot escribió, disfruté la narrativa en general, valorando sus momentos memorables y la consistencia temática de la historia. Estaba impresionado con la confianza de la atmósfera, la capacidad de dar lugar a sustos, para aumentar la sensación de peligro. El uso de la familia Baker para múltiples fines dentro del videojuego, esto fue complementado con una extensión muy lógica del mundo establecido; las cintas interactivas VHS fueron aprobadas por la misma razón, y se dice que sirven "maravillosamente como dispositivos narrativos, y como una forma de aliviar la misión tan agotadora de Ethan". En PlayStation VR, Butterworth mencionó que, en su empleo, el elemento del horror parecía más realista.
León Hurley, escribiendo para GamesRadar, presentó opiniones diferenciadas declarando que, aunque el "gore y la valentía" eran escasamente efectivos, algunos de sus momentos más favoritos tenían que ver con la investigación de la casa Baker "bellamente diseñada". En cuanto a la realidad virtual, fue catalogada como una experiencia aterradora "donde la atmósfera contaminada entra en tu alma". En Giant Bomb, Dan Ryckert se refiere a Resident Evil 7, como la revitalización de componentes anteriores vistos en la saga, mientras que al mismo tiempo produce una nueva perspectiva, con una historia aún sin igual. Los principales antagonistas tuvieron un peso sustancial, en la causa de preocupación de Ryckert, y dieron paso a la emoción cuando se les pidió huir de ellos. Consideró la perspectiva en primera persona como "audaz", y se le atribuyó a la PlayStation VR, una adición sería al "factor de miedo". Chloi Rad de IGN respaldó el tono penetrante de lo inquietante en el juego, debido enteramente a la plantación, que ella pensó que era "uno de los ajustes más espeluznantes desde la Mansión Spencer". Además, observó que el mundo del juego, desprendía un sólido sentido del lugar con una exploración inquebrantable. Para ella, la familia Baker era el elemento más atractivo de los personajes, debido a la tensión emocional consecuente que se sentía ante su presencia. Andy Kelly en PC Gamer comenzó su revisión, escribiendo, "Es un retorno al horror atmosférico, y lento de la original". No estaba de acuerdo con la evaluación de Ryckert de que la primera persona fue una reinvención audaz, sino que la elogiaba por ser un " Resident Evil clásico de principio a fin". Kelly vio el estado regular de vulnerabilidad, que enfrentaba el personaje dentro del juego como una de sus mayores fortalezas, dando crédito a las imágenes y al audio por agregar un "estruendoso sentido del terror". Consideró los flashbacks a través de las cintas VHS como una de sus características favoritas. Philip Kollar aplaudió Resident Evil 7 como la formación de un regreso, declarando que 'no ha habido un juego de Resident Evil desde el primero que haya hecho un trabajo tan bueno como RE7, para hacerlo sentirse a uno con miedo e indefenso'.
Por el contrario, Furniss también observó la lucha de los jefes, y terminó clasificándolas como decepcionantes. También citó problemas con la PlayStation VR, incluida la posibilidad de sacrificar gráficos para mejorar el objetivo y la inmersión, ya que la resolución disminuiría en la realidad virtual. Carsillo declaró que no le gustaba el sistema de inventario, porque su capacidad restringida dejaba el armamento y la munición, con la misma cantidad de espacio que otros elementos críticos para la progresión de la historia. También criticó La falta de desarrollo del personaje principal, para él, el protagonista Ethan Winters también fue bastante menospreciado, y Reiner afirmó que la trama sufrió fallas de inconsistencia debido a este enfoque. También se criticaron los movimientos corporales requeridos mientras estaba sentado en el modo VR, al que describió como un revolvimiento de estómago. Butterworth sintió que había una pérdida de emoción hacia final del juego, culpando a la repetición de ciertos objetivos, para llevarse a cabo. Culpó a los enemigos regulares, por ejercer de algo menos que una amenaza de la que se preferían, en el nivel de dificultad seleccionado. A diferencia de otras plataformas, Butterworth detectó un rendimiento visual inferior en la plataforma Xbox One con colores y texturas degradados. Hurley expresó su desaprobación por la decisión que uno se encuentra cerca del final del juego, cuestionando su argumental relevancia, argumentando que podría resolverse rápidamente en caso de arrepentimiento. Rad criticó también al Resident Evil 7 por su dependencia de "tropos exagerados sobre la América rural" que eventualmente se parecerían a una caricatura, y los acertijos se evaluaron como la única deficiencia del entorno. Kollar acusó a los jefes de las batallas, de interrumpir el suspenso inherente del género.
El juego ganó el Premio de Oro, de los Premios User's Choice, y el PlayStation VR Special Award en los PlayStation Awards. También fue nominado al "mejor cambio" en PC Gamer 2017 en los premios a los Juegos del año, y ganó el premio al 'Mejor juego de realidad virtual en Destructoid, en los premios a los Juegos del año 2017. También ganó el Premio People's Choice por "La mejor experiencia de realidad virtual", por la cual fue finalista en los Premios de lo mejor de 2017 de IGN; sus otras nominaciones fueron para "Mejor juego de Xbox One", "Mejor juego de PlayStation 4", "Mejor juego de acción/aventura" y "Mejores gráficos".

### Ventas
La proyección de ventas previas al lanzamiento de Resident Evil 7, en los cálculos preliminares de Capcom del lanzamiento del videojuego, hasta finales de marzo de 2017, fue de 4 millones de copias. Algunos días después del lanzamiento, el juego había logrado vender más de 2,5 millones de unidades en todo el mundo, mientras que la versión de demostración superó los 7.15 millones de descargas. La cifras de envío algo modestas, tuvieron un efecto en el precio de las acciones de Capcom, que bajaron más de un tres por ciento después en la Bolsa de Tokio. Fue el videojuego de mayores ventas en el Reino Unido durante su semana de lanzamiento de acuerdo con Chart-Track, que representa el tercer mejor debut en la historia de un Resident Evil, solo por detrás de Resident Evil 5 (7.1 millones) y Resident Evil 6 (6.6 millones). También se vendieron 200,000 copias a través de Steam durante ese tiempo. Ocupó el primer lugar en las listas japonesas para la semana que finalizó el 29 de enero; las ventas de PlayStation 4 totalizaron 187,306 copias, 58.9 por ciento de su envío inicial. En el mes de enero en los Estados Unidos, Resident Evil 7 vendió el máximo de cualquier videojuego. El 1 de febrero, Capcom comunicó a sus inversores que el juego había recuperado todo su presupuesto. Se mantuvo en la parte superior de la lista de ventas del Reino Unido en su segunda semana. En febrero Resident Evil 7 ocupó el puesto de segundo videojuego más vendido en los Estados Unidos, detrás de For Honor. En abril de 2017, Resident Evil 7 había vendido 3,5 millones de copias en todo el mundo, por debajo de las expectativas de Capcom de 4 millones. En mayo de 2017, Capcom le dio al juego un pronóstico de ventas de diez millones de unidades para toda su vida útil, citando las críticas favorables, la mercadotecnia, y contenidos descargables (DLC) como factores contribuyentes. Para noviembre de 2017, el juego ya había vendido más de 4.1 millones de copias en todo el mundo. En enero de 2018, Capcom informó que el juego alcanzó la cifra de 4.8 millones de copias vendidas. En el mes de enero de 2019 la compañía informó que el juego había alcanzado los 6 millones.

### Premios
| Año  | Premio                        | Categoría                    | Resultado | Referencia |
| ---- | ----------------------------- | ---------------------------- | --------- | ---------- |
| 2016 | Game Critics Awards           | Mejor Juego VR               | Nominado  |            |
| 2017 | Golden Joystick Awards        | Mejor Juego VR               | Ganador   |            |
| 2017 | Golden Joystick Awards        | Juego Ultimate del Año       | Nominado  |            |
| 2017 | Golden Joystick Awards        | Mejor Desempeño (Jack Brand) | Nominado  |            |
| 2017 | The Game Awards               | Mejor Dirección              | Nominado  |            |
| 2017 | The Game Awards               | Mejor Diseño de Audio        | Nominado  |            |
| 2017 | The Game Awards               | Mejor VR/ Juego AR           | Ganador   |            |
| 2018 | Game Developers Choice Awards | Mejor VR/ Juego AR           | Pendiente |            |

## Secuela
El 14 de septiembre de 2017, la empresa Capcom anunció que una nueva entrega de la saga principal de Resident Evil, provisionalmente nombrado Resident Evil 8: Village estaba ya en desarrollo.